# Liste italienischer Hörfunksender
Dies ist eine Übersicht der italienischen Hörfunkprogramme.

## Freie Radios
- Radio Popolare (Region Mailand, seit 1975)[1]

## Hauptprogramme
- Rai Radio 1 (landesweit)
- Rai Radio 2 (landesweit)
- Rai Isoradio (nicht in Südtirol)

## Pop
- Kiss Kiss Radio (landesweit)
- R101 (landesweit)
- RTL 102.5 (landesweit)
- Radio 105 Network (landesweit)
- Radio Capital (landesweit)
- Radio Dimensione Suono (landesweit)
- Radio Deejay (landesweit)
- Radio Italia (landesweit)
- Radio Monte Carlo (RMC) (landesweit)
- Radio Number One (Norditalien)

## Rock
- Radio Freccia (landesweit)
- Virgin Radio (landesweit)

## Klassik und Kultur
- Radio Maria (landesweit)
- Rai Radio 3 (landesweit)
- Rai Radio 3 Classica (nur in Großstädten)

## Italienische Musik
- Kiss Kiss Italia
- Radio Italia Solo Musica Italiana (landesweit)
- Radio Zeta L’Italiana (landesweit)
- Rai Radio Tutta Italiana

## Dance und Elektronische Musik
- Dimensione Suono Roma (Rom und Umgebung)
- Discoradio (Norditalien)
- m2o (landesweit)
- Radio Ibiza (Neapel und Süditalien)

## Oldies
- Easy Network
- Radio Lattemiele
- Radio Italia Anni 60

## Nachrichten und Sport
- Radio 24 (landesweit)
- Radio Radicale (landesweit)
- Radio Sportiva (landesweit)
- Rai Gr Parlamento (landesweit)
- RMC Sport (nur in Großstädten)

## Deutschsprachig (nur in Südtirol)
- Die Antenne
- ERF Südtirol
- Radio 2000
- Radio Edelweis
- Radio Gherdëina Dolomites (ladinisch)
- Radio Grüne Welle
- Radio Holiday
- Radio Maria Südtirol
- Radio Nord
- Radio Tirol
- Radio Sonnenschein
- Rai Südtirol
- Südtirol 1
- Stadtradio Meran
- Tele Radio Vinschgau